# 林友榮
林友榮（？—？），香港電台的資深男播音員及演員。
林友榮從1960年代中期開始成為香港電台廣播劇組的播音員，70年代參演香港電台電視部劇集《獅子山下》，同時於香港電台屬下的龍翔劇團出任文武生。80年代起，林友榮除基本的廣播劇演出外，亦主持香港電台第五台節目《舞台上下》。1980年代至1997年，林友榮更兼任教育電視的演員，經常飾演劇中小童的父親，其仁慈父親的形象及說話語氣給予在80至90年代香港成長的人很深印象，90年代起間中替動畫配音。

## 播音作品

### 廣播劇
※粗體表示者為作品中的主角或要角
| 年度 | 作品名稱                 | 播演角色        | 備註     |
| ---- | ------------------------ | --------------- | -------- |
| 1968 | 財來自有方               | 阿牛            | 香港電台 |
| 1968 | 詭計                     | 里特            |          |
| 1969 | 乾隆遊江南之鬧揚州       | 周日青          |          |
| 1969 | 非洲之王                 | 勞平明          |          |
| 1969 | 瑞雲                     | 賀生            | 香港電台 |
| 1969 | 珍珠衫                   | 陳大郎          |          |
| 1971 | 女黑俠木蘭花之生死碧玉   | 高翔            | 香港電台 |
| 1971 | 女黑俠木蘭花之冷血人     | 高翔            | 香港電台 |
| 1971 | 女黑俠木蘭花之失蹤新娘   | 高翔            | 香港電台 |
| 1971 | 女黑俠木蘭花之怪新郎     | 高翔            | 香港電台 |
| 1971 | 女黑俠木蘭花之無價奇石   | 高翔            | 香港電台 |
| 1971 | 女黑俠木蘭花之搖控謀殺案 | 高翔            | 香港電台 |
| 1971 | 女黑俠木蘭花之金庫奇案   | 高翔            | 香港電台 |
| 1971 | 女黑俠木蘭花之無敵兇手   | 高翔            | 香港電台 |
| 1971 | 女黑俠木蘭花之大破暗殺黨 | 高翔            | 香港電台 |
| 1971 | 女黑俠木蘭花之旋風神偷   | 高翔            | 香港電台 |
| 1971 | 女黑俠木蘭花之天外恩仇   | 高翔            | 香港電台 |
| 1971 | 女黑俠木蘭花之秘密黨     | 高翔            | 香港電台 |
| 1971 | 女黑俠木蘭花之復活金像   | 高翔            | 香港電台 |
| 1971 | 女黑俠木蘭花之蜜月奇遇   | 高翔            | 香港電台 |
| 1971 | 女黑俠木蘭花之沉船明珠   | 高翔            | 香港電台 |
| 1971 | 女黑俠木蘭花之地道奇人   | 高翔            | 香港電台 |
| 1971 | 女黑俠木蘭花之龍宮寶貝   | 高翔            | 香港電台 |
| 1972 | 女黑俠木蘭花之電眼怪客   | 高翔            | 香港電台 |
| 1972 | 女黑俠木蘭花之獵頭禁地   | 高翔            | 香港電台 |
| 1972 | 女黑俠木蘭花之魔畫       | 高翔            | 香港電台 |
| 1972 | 女黑俠木蘭花之死神宮殿   | 高翔            | 香港電台 |
| 1972 | 女黑俠木蘭花之智擒電子盜 | 高翔            | 香港電台 |
| 1972 | 女黑俠木蘭花之古屋奇影   | 高翔            | 香港電台 |
| 1973 | 女黑俠木蘭花之神秘高原   | 高翔            | 香港電台 |
| 1973 | 女黑俠木蘭花之雷庫驚魂   | 高翔            | 香港電台 |
| 1974 | 女黑俠木蘭花之三屍同行   | 高翔            | 香港電台 |
| 1974 | 女黑俠木蘭花之人形飛彈   | 高翔            | 香港電台 |
| 1974 | 女黑俠木蘭花之生命合同   | 高翔            | 香港電台 |
| 1974 | 女黑俠木蘭花之軍械大盜   | 高翔            | 香港電台 |
| 1974 | 女黑俠木蘭花之斷頭美人魚 | 高翔            | 香港電台 |
| 1981 | 笑傲江湖                 | 田伯光 方證大師 | 香港電台 |
| 1998 | 笑傲江湖（98年版）       | 林震南          | 香港電台 |
| 1999 | 金瓶梅                   | 謝希大          | 香港電台 |

### 電台節目
- 《舞台上下》
- 《台前幕後虎度門》[5]

## 影視作品

### 電視劇（無綫電視）
| 年份   | 劇名       | 角色 |
| 1973年 | 《七十三》 |      |

### 電視劇（香港電台）
| 年份   | 劇名                 | 角色 |
| 1976年 | 《獅子山下》之「賭」 | 阿文 |